# 영웨이브
영웨이브는 대한민국의 5인조 힙합 크루다. 2022년 EP 앨범 [off the wall]로 데뷔했다.

## 음반
- off the wall (2022)
- balaclava (2023)
- insatiable ＜3 (2023)
- snooze (2023)
- come 2 me (2023)
- ITULT (2023)
- ball so (2024)
- be your last (2024)

## 공연
- 2023 서울숲 힙합&뮤직 페스티벌 (2023)
- 톤앤뮤직 페스티벌 2024 (2024)